# Nicolaas II van Tecklenburg
Nicolaas II van Tecklenburg (overleden in 1426) was van 1388 tot aan zijn dood graaf van Tecklenburg. Hij behoorde tot het huis Schwerin.

## Levensloop
Nicolaas II was de zoon van graaf Otto VI van Tecklenburg en diens echtgenote Adelheid, dochter van heer Bernhard V van Lippe. In 1388 volgde hij zijn vader op als graaf van Tecklenburg.
Net als zijn vader vocht Nicolaas II tijdens zijn bewind heel wat vetes uit. In zijn vete tegen Lippe kon hij de heerlijkheid Rheda veroveren, maar moest hij ook veel gebied afstaan in ruil.
In 1400 sloten de bisschoppen van Münster en Prinsbisdom Osnabrück een militaire alliantie en vielen ze Nicolaas II aan. Hierdoor verloor Nicolaas II heel wat gebieden: de districten Cloppenburg, Vechta, Friesoythe en Bevergern, de helft van de parochies van Plantlünne en Schapen en de bossen van Stade en Spelle. Nicolaas behield enkel nog het graafschap Tecklenburg-Lingen, dat Ibbenbüren, Iburg, Lienen, Ladbergen en enkele andere steden bevatte. Het graafschap Tecklenburg was vanaf dan volledig omvat door de bisdommen Münster en Osnabrück. 
Tijdens zijn latere leven vocht Nicolaas II nog vetes uit met de bisschoppen van Münster en Osnabrück en met de graven van Hoya. Ook assisteerde hij zijn neef Nicolaas van Oldenburg-Delmenhorst, die aartsbisschop van Bremen was, in diens vete tegen Oost-Friesland. In 1426 werden beide neven echter verslagen door de Oost-Friezen in de Slag bij Detern. Nicolaas II overleed kort daarna. 

## Huwelijk en nakomelingen
Nicolaas II was gehuwd met Anna Elisabeth (overleden in 1430), dochter van graaf Frederik III van Moers. Ze kregen twee kinderen:
- Otto VII (overleden in 1450), graaf van Tecklenburg
- Adelheid (overleden in 1428), huwde met graaf Willem van Berg-Ravensberg